# Антоненки
Анто́ненки (рос. Антоненки) — присілок у складі Афанасьєвського району Кіровської області, Росія. Входить до складу Гордінського сільського поселення.
Населення становить 7 осіб (2010, 10 у 2002).
Національний склад станом на 2002 рік — росіяни 100 %.